# قلب از همه‌چیز فریبکارتر است
قلب از همه‌چیز فریبکارتر است (به انگلیسی: The Heart Is Deceitful Above All Things) فیلمی محصول سال ۲۰۰۴ و به کارگردانی آزیا آرجنتو است. در این فیلم بازیگرانی همچون آزیا آرجنتو، جیمی بنت، دیلن اسپراوس، کول اسپراوس، مریلین منسون، دیلن و کول اسپراوس، پیتر فوندا، اورنلا موتی، کیپ پاردیو، جرمی رنر، جان رابینسون، بن فاستر، مایکل پیت، جرمی سیستو، مت کلاوس، تیم آرمسترانگ و وینونا رایدر ایفای نقش کرده‌اند.